# Дришти (йога)
Дришти — дополнительная техника концентрации внимания, используемая в йоге.

## Исполнение
При расслабленных глазах фиксируется взгляд, и внимание направляется внутрь, на один из восьми объектов:
1. Насагра — на кончик носа
2. Бхрумадхья — на точку межбровья ("третий глаз")
3. Наби-чакра — на пупок
4. Хастагра — на пальцы рук
5. Падхайорагра — на большие пальцы ног
6. Паршва — вправо, влево
7. Ангуштамадхья — на ладони
8. Урдхва (Антара) — вверх, в небо

Таким образом, существует восемь разновидностей техники. В практиках йоги дришти выполняется одновременно с основными элементами — асанами или виньясами.
Каждой асане соответствует определенная точка дришти. Например, если вы выполняете стоячую позу с захватом больших пальцев ног (падангуштхасана), концентрироваться нужно на кончике носа (насагра). В «позе стула» (уткатасана) внимание надо направлять вверх, в небо (урдхва). Во время «мостика», или «позы колеса» (чакрасана), — на пупок (наби-чакра). 